# 石川近代文学館

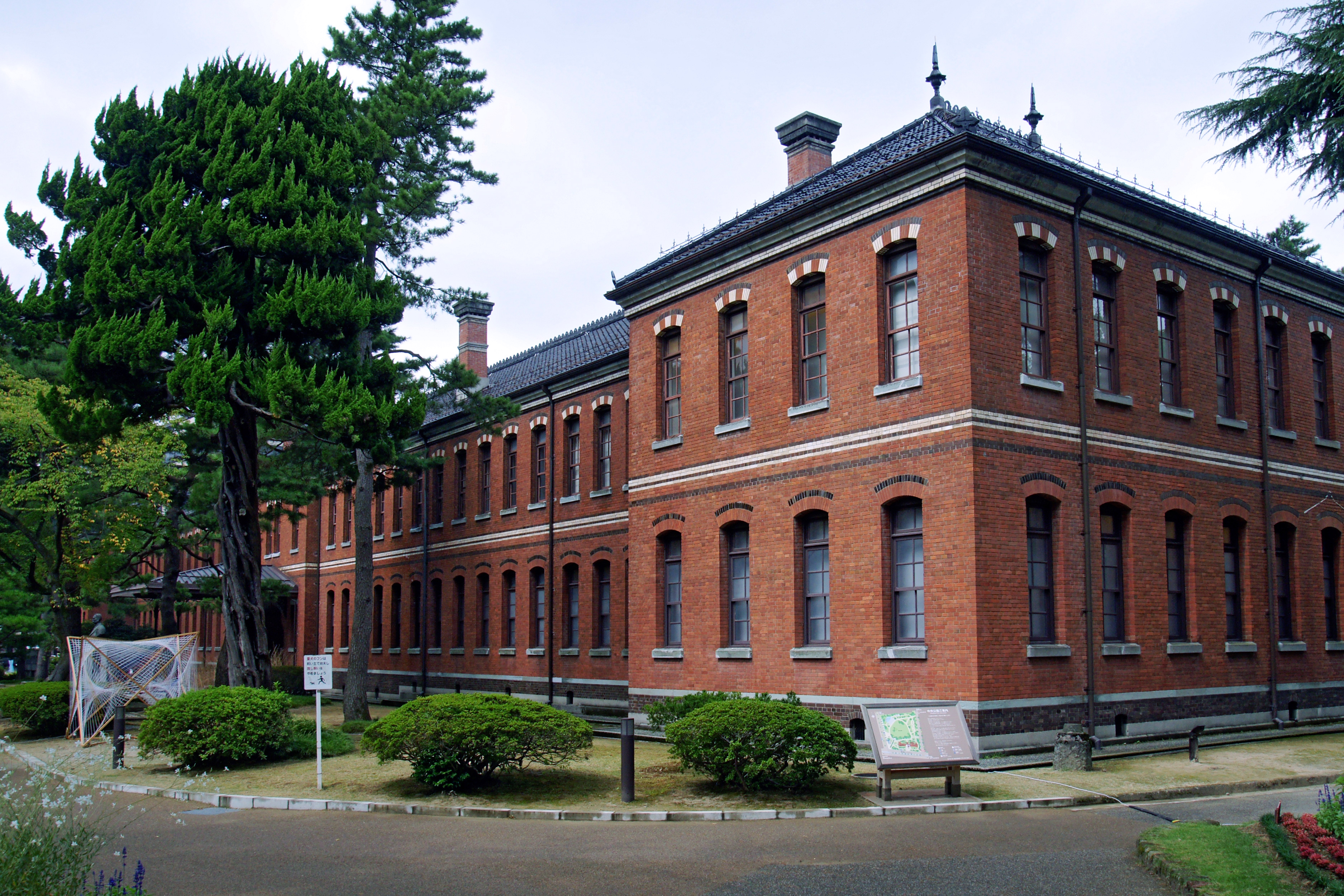
石川近代文学館（四高記念文化交流館）

四高記念碑

石川近代文学館（いしかわきんだいぶんがくかん）は、石川県金沢市に所在する、同県ゆかりの文学者に関する博物館である。四高記念文化交流館に付属している。

## 概要
1968年（昭和43年)旧第四高等学校の図書館の書庫であった建物を利用し、室生犀星の研究家であり石川県立図書館の司書であった新保千代子（1913年 - 2004年）を館長に迎え、日本近代文学館に次ぐ、日本で2番目の総合文学館として開館。1986年（昭和61年）に、隣接する旧第四高等学校の建物を利用していた石川県立郷土資料館が本多の森公園に移転拡張するのに伴い、現在地に移転。当時は建物全体を使用し、11の常設展示室と特別展示を行う特別展示室のほか、旧第四高等学校の記録を保存した3つの四高記念室があった。
2008年4月26日に四高記念文化交流館としてリニューアルオープンし、建物の正面から見て左半分は無料ゾーンの四高記念館に、右半分が有料ゾーンの石川近代文学館となった。2008年のリニューアル前は石川県が財団法人石川近代文学館に建物全体の管理を委託し、同財団が文学館の運営を行っていたが、リニューアル後は石川県が建物を公の施設として管理運営を直接行い、文学館エリアの運営を同財団に委託している。

## 展示室
ガイダンス室2、常設展示室5、文学サロン1、企画展示室1からなる。ガイダンス室では、石川県の風土と文学の関係、金沢の三文豪と呼ばれる泉鏡花、徳田秋声、室生犀星の同時代性や相互の関わりが解説されている。常設展示室では、三文豪をはじめ加賀、能登、金沢の作家の著作や遺品などを展示。文学サロンは、東京・馬込にあった室生犀星の書斎が復元されている。

## 利用案内
開館時間
午前9時 - 午後5時00分（入館は午後4時30分まで）
観覧料
一般…３６０円
一般団体(20名以上)…２９０円
大学生…２９０円）
大学生団体（２０名以上）…２３０円
高校生以下…無料
休館日
年末年始（１２月２９日～１月３日）

## 交通アクセス
四高記念文化交流館#交通アクセスを参照